# Pápoc, Vas
Pápoc  este un sat în districtul Celldömölk, județul Vas, Ungaria, având o populație de 300 de locuitori (2011). 

## Demografie
Componența etnică a satului Pápoc
     Maghiari (100%)
Componența confesională a satului Pápoc
     Romano-catolici (81%)
     Luterani (2,33%)
     Fără religie (2,33%)
     Necunoscută (13,33%)
     Reformați (1%)
Conform recensământului din 2011, satul Pápoc avea 300 de locuitori. Din punct de vedere etnic, majoritatea locuitorilor (100,0%) erau maghiari.  Din punct de vedere confesional, majoritatea locuitorilor (81,0%) erau romano-catolici, existând și minorități de luterani (2,33%) și persoane fără religie (2,33%). Pentru 13,33% din locuitori nu este cunoscută apartenența confesională.